# Стрэнг, Джеймс

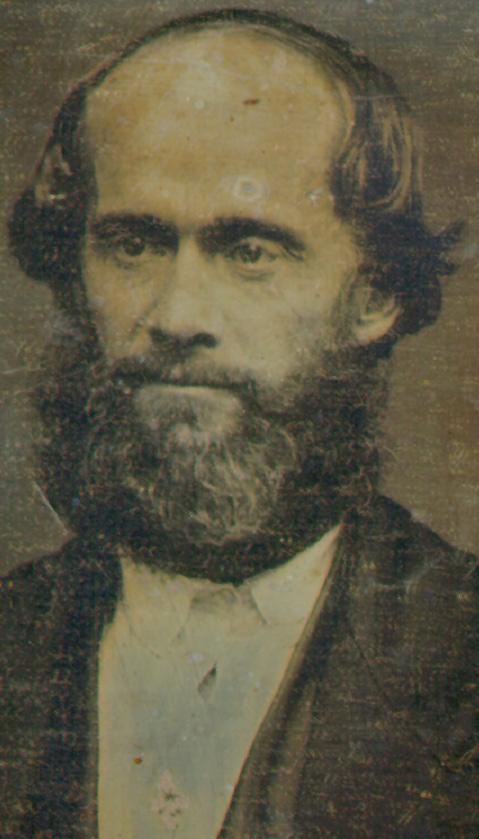
Дж. Стрэнг. Дагерротип 1856 г., снятый на о. Бивер-Айленд, озеро Мичиган. Фотограф: Дж. Аткин (позднее — один из убийц Стрэнга)

Джеймс Джесси Стрэнг, англ. James Jesse Strang, 21 марта 1813, Scipio, Нью-Йорк — 9 июля 1856, Voree, Висконсин) — один из трёх основных претендентов в мормонской церкви во время кризиса преемника в 1844 году.
Отвергнутый большинством мормонов в городе Наву (Иллинойс), он основал церковь Святых последних дней (странгитов), претендующую на единственную правопреемственность от основанной Смитом церкви. Церковь Стрэнга существовала на протяжении 6 лет на острове Бивер-Айленд в штате Мичиган. Стрэнг собрал почти 12 000 сторонников по сравнению с 50 000 членов церкви Бригама Янга.
В отличие от Джозефа Смита, который поддерживал в своей церкви номинально республиканские атрибуты (выборные должности президента и старейшин), церковь Стрэнга была теократической монархией. Одной из причин краха церкви стала непоследовательность Стрэнга. Изначально он был противником полигамии, в отличие от руководителя конкурирующей фракции Бригама Янга. Позднее, однако, он сам стал многоженцем и отказался от принципа моногамии, что оттолкнуло от него тех, кто видел в нём альтернативу Янгу. В то же время, проведение в жизнь Стрэнгом суровых моральных принципов привело к бунту внутри его церкви. Он был убит в 1856 г. несколькими бывшими сторонниками, которые вслед за тем, собрав вооружённую толпу, изгнали всех сторонников Стрэнга с острова Бивер-Айленд, погрузив их на пароходы. После изгнания с острова церковь потерпела крах, в настоящее время от неё осталось несколько небольших групп последователей Стрэнга.